# Sangre en el ruedo
Sangre en el ruedo és una pel·lícula espanyola de 1969 dirigida per Rafael Gil i protagonitzada per Albert Closas, Ángel Teruel i Francisco Rabal

## Sinopsi
Juan i Manuel són dos toreros retirats que van compartir cartell sovint, però que viuen enemistats després que un d'ells hagué de retirar-se dels toros després d'una agafada en una plaça en la qual el seu company no va estar a l'altura. No obstant això, l'atzar voldrà que Juan, el fill de Manuel, vulgui ser destre i a més s'enamora de la filla de Juan.

## Repartiment
- Alberto Closas és José Domínguez.
- Ángel Teruel és Juanito Carmona Manuel Montes.
- Francisco Rabal és Juan Carmona.
- Cristina Galbó és Paloma Domínguez.
- José Sazatornil és Apoderat.
- José Sacristán és Andrés Medina.
- Guillermo Marín és Director del periòdic.
- Mary Begoña és Ramona.
- Arturo López
- Manuel Velasco
- Joaquín Pamplona és Cayetano.
- Alfonso del Real és Alcalde.
- Erasme Pascual és Sacerdot en l'estesa.
- Goyo Lebrero és Taquiller del ferrocarril.
- Rafael Hernández és Mecànic.
- Fernando Sánchez Polack és Félix.
- José Morales
- José Guijarro
- Luis Barbero és Jorge.
- María José García de Lorente.
- Fabián Conde és Nicasio.
- Carlos Hernán
- José Bódalo és Rafael.

## Premis
Als Premis del Sindicat Nacional de l'Espectacle de 1969 José Bódalo va rebre el premi al millor actor.